# Khanfir (huyện)
Huyện Khanfir là một huyện thuộc tỉnh Abyan, Yemen. Đến thời điểm năm 2003, huyện này có dân số 109044 người